# Bematistes conspicua
Bematistes conspicua är en fjärilsart som beskrevs av Le Doux 1937. Bematistes conspicua ingår i släktet Bematistes och familjen praktfjärilar. Inga underarter finns listade i Catalogue of Life.